# Short track ai XXIII Giochi olimpici invernali - 1000 m femminile
La gara dei 1000 metri femminile di short track dei XXIII Giochi olimpici invernali di Pyeongchang si è svolta tra il 20 e il 22 febbraio 2018 presso l'arena del ghiaccio di Gangneung.
La pattinatrice olandese Suzanne Schulting ha conquistato la medaglia d'oro, mentre l'argento e il bronzo sono andati rispettivamente alla canadese Kim Boutin e all'italiana Arianna Fontana.

## Record
Prima della manifestazione il record del mondo e il record olimpico erano i seguenti:
| Record mondiale | 1'26"661 | Shim Suk-hee Corea del Sud | 21 ottobre 2012 Calgary, Canada |
| Record olimpico | 1'28"771 | Valérie Maltais Canada     | 18 febbraio 2014 Soči, Russia   |

Nel corso della competizione non sono stati migliorati.

## Risultati

### Batterie
Batteria 1
| Pos. | Atleta            | Nazione       | Tempo    | Note |
| ---- | ----------------- | ------------- | -------- | ---- |
| 1    | Shim Suk-hee      | Corea del Sud | 1'34"940 | Q    |
| 2    | Véronique Pierron | Francia       | 1'35"299 | Q    |
| 3    | Bianca Walter     | Germania      | 1'36"128 | ADVA |
| -    | Han Yutong        | Cina          | -        | PEN  |

Batteria 2
| Pos. | Atleta               | Nazione       | Tempo    | Note |
| ---- | -------------------- | ------------- | -------- | ---- |
| 1    | Choi Min-jeong       | Corea del Sud | 1'31"190 | Q    |
| 2    | Qu Chunyu            | Cina          | 1'31"279 | Q    |
| 3    | Anastassiya Krestova | Kazakistan    | 1'31"557 |      |
| -    | Deanna Lockett       | Australia     | -        | PEN  |

Batteria 3
| Pos. | Atleta                | Nazione                      | Tempo    | Note |
| ---- | --------------------- | ---------------------------- | -------- | ---- |
| 1    | Suzanne Schulting     | Paesi Bassi                  | 1'29"519 | Q    |
| 2    | Ekaterina Efremenkova | Atleti Olimpici dalla Russia | 1'29"598 | Q    |
| 3    | Kim Iong-a            | Kazakistan                   | 1'29"703 |      |
| 4    | Petra Jászapáti       | Ungheria                     | 1'29"838 |      |

Batteria 4
| Pos. | Atleta          | Nazione       | Tempo    | Note |
| ---- | --------------- | ------------- | -------- | ---- |
| 1    | Arianna Fontana | Italia        | 1'30"676 | Q    |
| 2    | Valérie Maltais | Canada        | 1'30"773 | Q    |
| 3    | Jessica Smith   | Stati Uniti   | 1'31"657 |      |
| 4    | Kathryn Thomson | Gran Bretagna | 1'32"150 |      |

Batteria 5
| Pos. | Atleta               | Nazione       | Tempo    | Note |
| ---- | -------------------- | ------------- | -------- | ---- |
| 1    | Lara van Ruijven     | Paesi Bassi   | 1'30"896 | Q    |
| 2    | Magdalena Warakomska | Polonia       | 1'31"259 | Q    |
| 3    | Andrea Keszler       | Ungheria      | 1'31"446 | ADV  |
| -    | Elise Christie       | Gran Bretagna | -        | YC   |

Batteria 6
| Pos. | Atleta            | Nazione                      | Tempo    | Note |
| ---- | ----------------- | ---------------------------- | -------- | ---- |
| 1    | Li Jinyu          | Cina                         | 1'32"335 | Q    |
| 2    | Yara van Kerkhof  | Paesi Bassi                  | 1'43"364 | Q    |
| -    | Sofia Prosvirnova | Atleti Olimpici dalla Russia | -        | PEN  |
| -    | Anna Seidel       | Germania                     | -        | PEN  |

Batteria 7
| Pos. | Atleta             | Nazione       | Tempo    | Note |
| ---- | ------------------ | ------------- | -------- | ---- |
| 1    | Kim A-lang         | Corea del Sud | 1'30"459 | Q    |
| 2    | Marianne St-Gelais | Canada        | 1'30"512 | Q    |
| 3    | Sumire Kikuchi     | Giappone      | 1'30"970 |      |
| -    | Lana Gehring       | Stati Uniti   | -        | PEN  |

Batteria 8
| Pos. | Atleta              | Nazione       | Tempo    | Note |
| ---- | ------------------- | ------------- | -------- | ---- |
| 1    | Kim Boutin          | Canada        | 1'32"402 | Q    |
| 2    | Hitomi Saitō        | Giappone      | 1'32"457 | Q    |
| 3    | Charlotte Gilmartin | Gran Bretagna | 1'32"899 |      |
| 4    | Cynthia Mascitto    | Italia        | 1'32"926 |      |

### Quarti di finale
Quarto di finale 1
| Pos. | Atleta             | Nazione       | Tempo    | Note |
| ---- | ------------------ | ------------- | -------- | ---- |
| 1    | Kim Boutin         | Canada        | 1'30"013 | Q    |
| 2    | Kim A-lang         | Corea del Sud | 1'30"137 | Q    |
| 3    | Marianne St-Gelais | Canada        | 1'30"180 |      |
| 4    | Véronique Pierron  | Francia       | 1'30"323 |      |
| 5    | Bianca Walter      | Germania      | 1'31"085 |      |

Quarto di finale 2
| Pos. | Atleta          | Nazione  | Tempo    | Note |
| ---- | --------------- | -------- | -------- | ---- |
| 1    | Arianna Fontana | Italia   | 1'30"074 | Q    |
| 2    | Valérie Maltais | Canada   | 1'30"131 | Q    |
| 3    | Li Jinyu        | Cina     | 1'30"175 |      |
| 4    | Hitomi Saito    | Giappone | 1'30"804 |      |

Quarto di finale 3
| Pos. | Atleta               | Nazione       | Tempo    | Note |
| ---- | -------------------- | ------------- | -------- | ---- |
| 1    | Choi Min-jeong       | Corea del Sud | 1'30"940 | Q    |
| 2    | Qu Chunyu            | Cina          | 1'31"284 | Q    |
| 3    | Magdalena Warakomska | Polonia       | 1'31"698 |      |
| 4    | Lara van Ruijven     | Paesi Bassi   | 1'31"754 |      |

Quarto di finale 4
| Pos. | Atleta                | Nazione                      | Tempo    | Note |
| ---- | --------------------- | ---------------------------- | -------- | ---- |
| 1    | Shim Suk-hee          | Corea del Sud                | 1'29"159 | Q    |
| 2    | Suzanne Schulting     | Paesi Bassi                  | 1'29"377 | Q    |
| 3    | Ekaterina Efremenkova | Atleti Olimpici dalla Russia | 1'29"466 |      |
| 4    | Yara van Kerkhof      | Paesi Bassi                  | 1'29"670 |      |
| 5    | Andrea Keszler        | Ungheria                     | 1'30"642 |      |

### Semifinali
Semifinale 1
| Pos. | Atleta          | Nazione       | Tempo    | Note |
| ---- | --------------- | ------------- | -------- | ---- |
| 1    | Kim Boutin      | Canada        | 1'29"065 | QA   |
| 2    | Arianna Fontana | Italia        | 1'29"156 | QA   |
| 3    | Kim A-lang      | Corea del Sud | 1'29"212 | QB   |
| -    | Valérie Maltais | Canada        | -        | PEN  |

Semifinale 2
| Pos. | Atleta            | Nazione       | Tempo    | Note |
| ---- | ----------------- | ------------- | -------- | ---- |
| 1    | Suzanne Schulting | Paesi Bassi   | 1'30"949 | QA   |
| 2    | Shim Suk-hee      | Corea del Sud | 1'30"974 | QA   |
| 3    | Choi Min-jeong    | Corea del Sud | 1'31"131 | ADVA |
| -    | Qu Chunyu         | Cina          | -        | PEN  |

### Finale
| Pos.    | Atleta            | Nazione       | Tempo    | Note |
| ------- | ----------------- | ------------- | -------- | ---- |
| Oro     | Suzanne Schulting | Paesi Bassi   | 1'29"778 |      |
| Argento | Kim Boutin        | Canada        | 1'29"956 |      |
| Bronzo  | Arianna Fontana   | Italia        | 1'30"656 |      |
| 4       | Choi Min-jeong    | Corea del Sud | 1'42"434 |      |
| -       | Shim Suk-hee      | Corea del Sud | -        | PEN  |